# Noah's Ark (1928)
Noah's Ark is een Amerikaanse oorlogsfilm uit 1928 onder regie van Michael Curtiz. In Nederland werd de film destijds uitgebracht onder de titel De ark van Noach.

## Verhaal
Een parallelverhaal tussen de Eerste Wereldoorlog en het verhaal van de ark van Noach. In 1914 redden enkele passagiers van de Oriënt-Express hun leven bij een ongeluk. Later komen ze tegenover elkaar te staan tijdens de oorlog.

## Rolverdeling
| Acteur           | Personage                  |
| ---------------- | -------------------------- |
| Dolores Costello | Mary / Mirjam              |
| George O'Brien   | Travis / Jafet             |
| Noah Beery       | Nickoloff / Koning Mefilim |
| Louise Fazenda   | Hilda / Serveerster        |
| Guinn Williams   | Al / Cham                  |
| Paul McAllister  | Priester / Noach           |
| Myrna Loy        | Danseres / Slavin          |
| Anders Randolf   | Duitser / Soldatenleider   |
| Armand Kaliz     | Fransman / Gardekapitein   |
| William V. Mong  | Herbergier / Wachter       |
| Malcolm Waite    | Blakan / Sem               |
| Nigel De Brulier | Soldaat / Hogepriester     |
| Noble Johnson    | Slavenhandelaar            |
| Otto Hoffman     | Investeerder / Handelaar   |